# آزمون گانزبرگ
آزمون گانزبرگ(به انگلیسی: Gunzberg's test) یک آزمون شیمیایی برای تشخیص وجود هیدروکلریک اسید است. معرف گانزبرگ با حل کردن دو گرم فلوروگلوسینول و یک گرم وانیلین در ۱۰۰ میلی لیتر اتانول ۹۵٪ ساخته می‌شود . هیدروکلریک اسید واکنشگر گانزبرگ را کاتالیز کرده و یک کمپلکس قرمز رنگ ایجاد می‌کند.